# NGC 4995
NGC 4995 is een balkspiraalstelsel in het sterrenbeeld Maagd. Het hemelobject ligt 70 miljoen lichtjaar van de Aarde verwijderd en werd op 25 april 1784 ontdekt door de Duits-Britse astronoom William Herschel.

## Synoniemen
- MCG -1-34-7
- UGCA 329
- IRAS 13070-0734
- PGC 45643